# Henri-Ferdinand de Habsbourg-Toscane
 (août 2017).
Si vous disposez d'ouvrages ou d'articles de référence ou si vous connaissez des sites web de qualité traitant du thème abordé ici, merci de compléter l'article en donnant les références utiles à sa vérifiabilité et en les liant à la section « Notes et références ».
Henri Ferdinand de Habsbourg-Toscane (en allemand : Heinrich Ferdinand Salvator Maria Joseph Leopold Karl Ludwig Pius Albert Rupert Katharina von Ricci von Österreich-Toscana), né à Salzbourg le 13 février 1878 et mort dans la même ville le 21 mai 1969, est un archiduc d'Autriche.

## Famille
Il est un fils de Ferdinand IV de Habsbourg-Toscane (1835-1908) et d’Alice de Bourbon-Parme (1849-1935).
Il se marie en  1919 avec Maria Karoline Ludescher (1883-1981) dont il eut trois enfants :
- Henri (1908-1968), marié avec Helvig Schutte (1910-1990);
- Othmar (1910-1988), marié avec Helene Moser (1920);
- Véronique (1912-2001), sans alliance.